# Selecció de futbol de l'Argentina
La selecció de futbol de l'Argentina representa l'Argentina a les competicions internacionals de futbol. És controlada per l'Associació del Futbol Argentí.
La Selecció Nacional, també coneguda com La Albiceleste, ha participat en sis finals de la Copa Mundial, inclosa la primera el 1930, que va perdre per 4-2 davant l'Uruguai. En la seva següent participació en una final, el 1978, l'Argentina es va imposar a Holanda per 3-1 a la pròrroga. Argentina va tornar a guanyar el 1986, amb una victòria per 3-2 sobre Alemanya Occidental. El 1990 va tornar a assolir la fase final de la Copa Mundial, en què va caure per 1-0 davant Alemanya Occidental al minut 87. El 2014, Argentina va disputar la seva cinquena final mundialista, en què va tornar a caure per 1-0 davant Alemanya a la pròrroga. Els seleccionadors que han guanyat la Copa Mundial són César Luis Menotti el 1978 i Carlos Bilardo el 1986. El 18 de desembre de 2022, Argentina està disputant la seva sisena final de la Copa Mundial, a l'Estadi Icònic de Lusail.
Argentina també ha tingut molt èxit a la Copa Amèrica, guanyant-la 15 vegades, l'última amb Lionel Messi al capdavant el 2021, i actualment està empatada amb Uruguai amb més victòries. L'equip també va guanyar la Copa FIFA Confederacions de 1992. Argentina és l'equip més exitós a la Copa de Campions CONMEBOL-UEFA, havent-la guanyat dues vegades (1993 i 2022). Argentina és coneguda per tenir rivalitats amb Brasil, Uruguai, Anglaterra, Alemanya i Holanda. A partir de 2022, Argentina ostenta el rècord de títols oficials guanyats per una selecció nacional masculina (22).

## Història

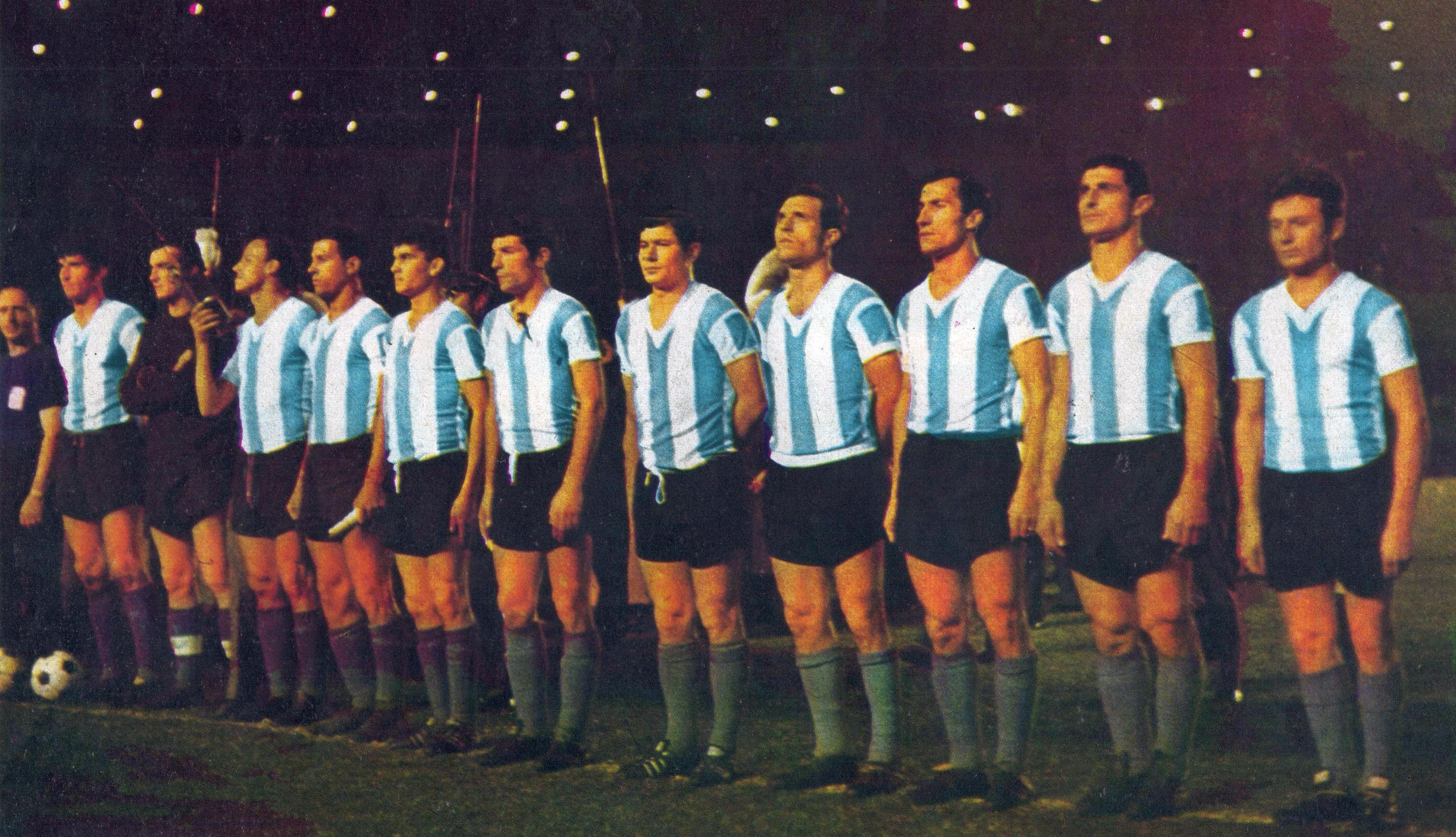
Selecció Argentina l'any 1964

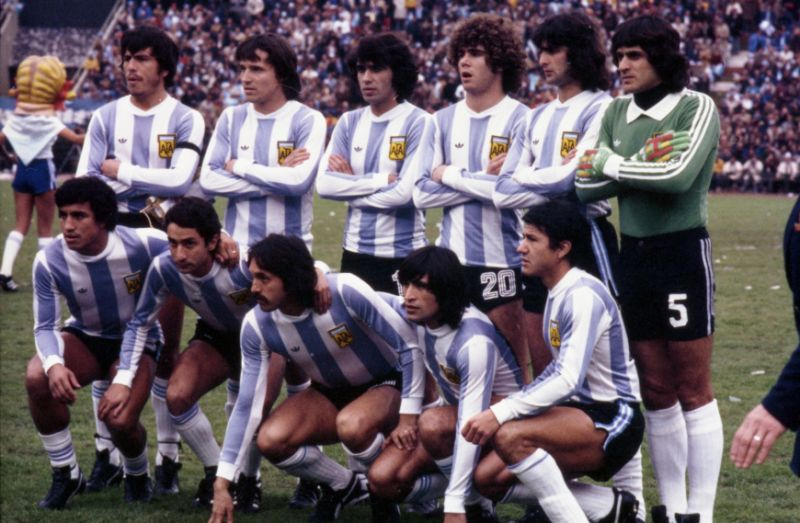
Selecció Argentina, Campió del Món l'any 1978

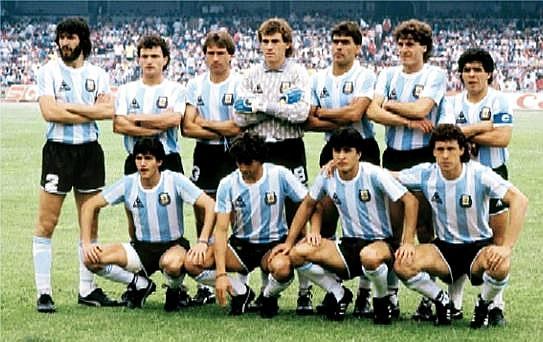
Selecció Argentina, Campió del Món l'any 1986

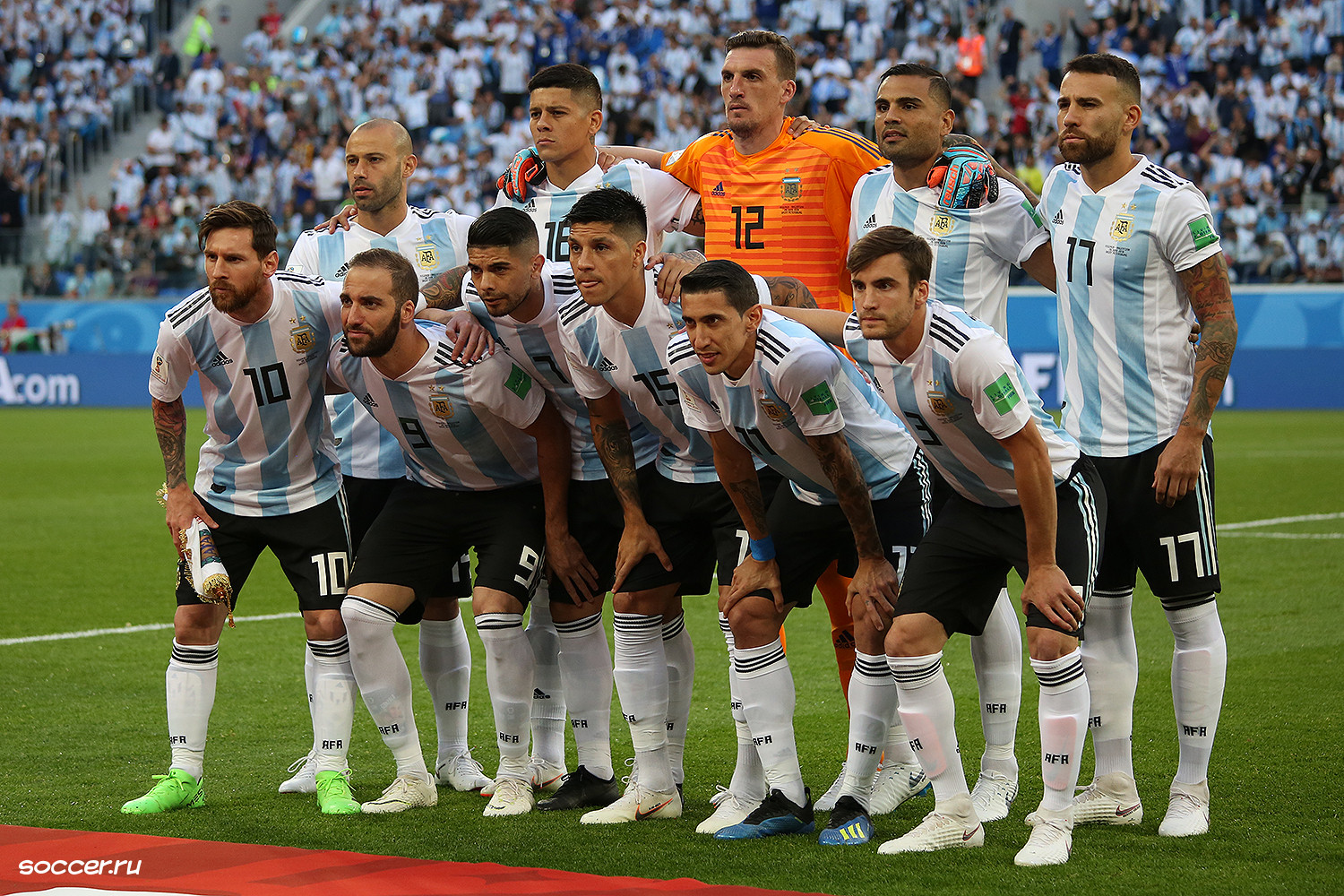
Selecció Argentina l'any 2018

La selecció argentina de futbol, coneguda com l'albiceleste és una de les més destacades en el concert internacional. El seu primer partit el diputà el 16 de maig de 1901, a Montevideo, i derrotà la selecció de futbol de l'Uruguai per 2 - 3.
Ha arribat a cinc finals de la Copa del Món de Futbol. La primera fou el 1930 a l'Uruguai essent derrotada pels amfitrions per 4-2. El segon cop arribà el 1978, on es proclamà campiona en vèncer els Països Baixos per 3-1. Repetí triomf el 1986, comandada per Diego Maradona, derrotant per 3-2 la Selecció d´Alemanya. Arribo novament a la final a la Copa del Món de Futbol de 1990 però aquesta vegada va ser derrotada per 1-0 per la Selecció d'Alemanya. La seva darrere final fou a la Copa del Món de Futbol de 2014, perdent novament amb Alemanya per 1 a 0.
La seva participació en la Copa Amèrica ha estat molt brillant, vencent en 15 ocasions (inclosos els tres campionats extra de 1941, 1945 i 1946. També ha guanyat set cops els Jocs Panamericans, el 1951, 1955, 1959, 1971, 1995, 2003 i 2019.
També ha guanyat la medalla d'or en futbol als Jocs Olímpics de 2004 i 2008, la medalla de plata el 1928 i el 1996, la Copa Confederacions i la Copa Kirin, ambdues el 1992. També ha guanyat sis Copes del Món juvenils:
- Japó 1979 amb Diego Maradona i Ramón Díaz
- Qatar 1995 amb Juan Pablo Sorín
- Malàisia, 1997 amb Juan Román Riquelme, Esteban Cambiasso i Pablo Aimar
- Argentina 2001 amb Javier Saviola i Andrés D'Alessandro
- Països Baixos 2005 amb Lionel Messi i Sergio Agüero
- Canadà 2007 amb Sergio Agüero i Maximiliano Moralez

## Uniforme

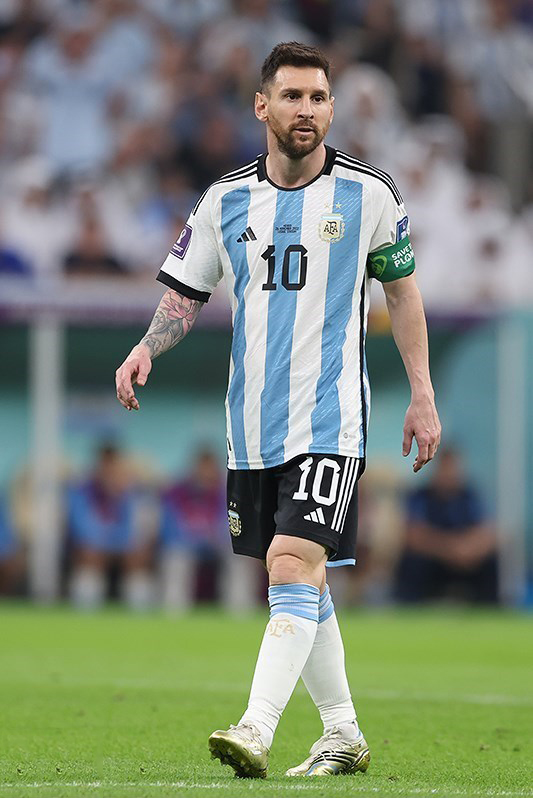
Lionel Messi, amb l'equipació esportiva el 2022

L'uniforme de la selecció argentina es compon d'una samarreta blanca amb dues franges celestes (que sobresurten tant endavant com enrere), uns pantalons negres amb rectes celestes i blanques en vertical, i mitjanes blanques amb detalls celestes; a més, un segell inspirat en l'Escut de la República es posa sobre una de les mànigues. L'uniforme alternatiu es compon d'un conjunt completament violeta, amb detalls grisos i tons de lila, formant dibuixos de flamarades des de la base de la samarreta fins a la meitat del tors i l'escut de la selecció en un gris platejat i brillant.
Per a la Copa Mundial de Futbol del 2010, i coincidint amb el bicentenari nacional, la marca Adidas va redissenyar l'uniforme. El dissenyador argentí Martín Tibabuzo va ser l'encarregat del nou disseny que compta amb nombrosos homenatges a dissenys històrics, especialment al model utilitzat al Mundial de Mèxic 1986.

## Participacions en la Copa del Món
Campions      Finalistes      Tercers      Quarts
Un requadre vermell indica que eren amfitrions del campionat.
| Historial a la Copa del Món | Historial a la Copa del Món | Historial a la Copa del Món | Historial a la Copa del Món | Historial a la Copa del Món | Historial a la Copa del Món | Historial a la Copa del Món | Historial a la Copa del Món | Historial a la Copa del Món |                                     | Historial a la classificació per la Copa del Món | Historial a la classificació per la Copa del Món | Historial a la classificació per la Copa del Món | Historial a la classificació per la Copa del Món | Historial a la classificació per la Copa del Món | Historial a la classificació per la Copa del Món |
| Edició                      | Ronda                       | Posició                     | PJ                          | PG                          | PE                          | PP                          | GF                          | GC                          | PJ                                  | PG                                               | PE                                               | PP                                               | GF                                               | GC                                               |                                                  |
| --------------------------- | --------------------------- | --------------------------- | --------------------------- | --------------------------- | --------------------------- | --------------------------- | --------------------------- | --------------------------- | ----------------------------------- | ------------------------------------------------ | ------------------------------------------------ | ------------------------------------------------ | ------------------------------------------------ | ------------------------------------------------ | ------------------------------------------------ |
| 1930                        | Finalista                   | 2s                          | 5                           | 4                           | 0                           | 1                           | 18                          | 9                           |                                     |                                                  |                                                  |                                                  |                                                  |                                                  |                                                  |
| 1934                        | Vuitens de final            | 9s                          | 1                           | 0                           | 0                           | 1                           | 2                           | 3                           |                                     |                                                  |                                                  |                                                  |                                                  |                                                  |                                                  |
| 1938                        | No hi participaren          | No hi participaren          | No hi participaren          | No hi participaren          | No hi participaren          | No hi participaren          | No hi participaren          | No hi participaren          |                                     |                                                  |                                                  |                                                  |                                                  |                                                  |                                                  |
| 1950                        | No hi participaren          | No hi participaren          | No hi participaren          | No hi participaren          | No hi participaren          | No hi participaren          | No hi participaren          | No hi participaren          |                                     |                                                  |                                                  |                                                  |                                                  |                                                  |                                                  |
| 1954                        | No hi participaren          | No hi participaren          | No hi participaren          | No hi participaren          | No hi participaren          | No hi participaren          | No hi participaren          | No hi participaren          |                                     |                                                  |                                                  |                                                  |                                                  |                                                  |                                                  |
| 1958                        | Fase de grups               | 13s                         | 3                           | 1                           | 0                           | 2                           | 5                           | 10                          | 4                                   | 3                                                | 0                                                | 1                                                | 10                                               | 2                                                |                                                  |
| 1962                        | Fase de grups               | 10s                         | 3                           | 1                           | 1                           | 1                           | 2                           | 3                           | 2                                   | 2                                                | 0                                                | 0                                                | 11                                               | 3                                                |                                                  |
| 1966                        | Quarts de final             | 5s                          | 4                           | 2                           | 1                           | 1                           | 4                           | 2                           | 4                                   | 3                                                | 1                                                | 0                                                | 9                                                | 2                                                |                                                  |
| 1970                        | No es classificaren         | No es classificaren         | No es classificaren         | No es classificaren         | No es classificaren         | No es classificaren         | No es classificaren         | No es classificaren         | 4                                   | 1                                                | 1                                                | 2                                                | 4                                                | 6                                                |                                                  |
| 1974                        | 2a ronda                    | 8s                          | 6                           | 1                           | 2                           | 3                           | 9                           | 12                          | 4                                   | 3                                                | 1                                                | 0                                                | 9                                                | 2                                                |                                                  |
| 1978                        | Campions                    | 1s                          | 7                           | 5                           | 1                           | 1                           | 15                          | 4                           | Classificats com a amfitrions       | Classificats com a amfitrions                    | Classificats com a amfitrions                    | Classificats com a amfitrions                    | Classificats com a amfitrions                    | Classificats com a amfitrions                    |                                                  |
| 1982                        | 2a ronda                    | 11s                         | 5                           | 2                           | 0                           | 3                           | 8                           | 7                           | Classificats com a campions vigents | Classificats com a campions vigents              | Classificats com a campions vigents              | Classificats com a campions vigents              | Classificats com a campions vigents              | Classificats com a campions vigents              |                                                  |
| 1986                        | Campions                    | 1s                          | 7                           | 6                           | 1                           | 0                           | 14                          | 5                           | 6                                   | 4                                                | 1                                                | 1                                                | 12                                               | 6                                                |                                                  |
| 1990                        | Finalistes                  | 2s                          | 7                           | 2                           | 3                           | 2                           | 5                           | 4                           | Classificats com a campions vigents | Classificats com a campions vigents              | Classificats com a campions vigents              | Classificats com a campions vigents              | Classificats com a campions vigents              | Classificats com a campions vigents              |                                                  |
| 1994                        | Vuitens de final            | 10s                         | 4                           | 2                           | 0                           | 2                           | 8                           | 6                           | 8                                   | 4                                                | 2                                                | 2                                                | 9                                                | 10                                               |                                                  |
| 1998                        | Quarts de final             | 6s                          | 5                           | 3                           | 1                           | 1                           | 10                          | 4                           | 16                                  | 8                                                | 6                                                | 2                                                | 23                                               | 13                                               |                                                  |
| 2002                        | Fase de grups               | 18s                         | 3                           | 1                           | 1                           | 1                           | 2                           | 2                           | 18                                  | 13                                               | 4                                                | 1                                                | 42                                               | 15                                               |                                                  |
| 2006                        | Quarts de final             | 6s                          | 5                           | 3                           | 2                           | 0                           | 11                          | 3                           | 18                                  | 10                                               | 4                                                | 4                                                | 29                                               | 17                                               |                                                  |
| 2010                        | Quarts de final             | 5s                          | 5                           | 4                           | 0                           | 1                           | 10                          | 6                           | 18                                  | 8                                                | 4                                                | 6                                                | 23                                               | 20                                               |                                                  |
| 2014                        | Finalistes                  | 2s                          | 7                           | 5                           | 1                           | 1                           | 8                           | 4                           | 16                                  | 9                                                | 5                                                | 2                                                | 35                                               | 15                                               |                                                  |
| 2018                        | Vuitens de final            | 16s                         | 4                           | 1                           | 1                           | 2                           | 6                           | 9                           | 18                                  | 7                                                | 7                                                | 4                                                | 19                                               | 16                                               |                                                  |
| 2022                        | Campions                    | 1s                          | 7                           | 4                           | 2                           | 1                           | 15                          | 8                           | 17                                  | 11                                               | 6                                                | 0                                                | 27                                               | 8                                                |                                                  |
| 2026                        | Pendent                     | Pendent                     | Pendent                     | Pendent                     | Pendent                     | Pendent                     | Pendent                     | Pendent                     |                                     |                                                  |                                                  |                                                  |                                                  |                                                  |                                                  |
| 2030                        | Pendent                     | Pendent                     | Pendent                     | Pendent                     | Pendent                     | Pendent                     | Pendent                     | Pendent                     |                                     |                                                  |                                                  |                                                  |                                                  |                                                  |                                                  |
| 2034                        | Pendent                     | Pendent                     | Pendent                     | Pendent                     | Pendent                     | Pendent                     | Pendent                     | Pendent                     |                                     |                                                  |                                                  |                                                  |                                                  |                                                  |                                                  |
| Total                       | 3 títols                    | 3 títols                    | 88                          | 47                          | 17                          | 24                          | 152                         | 101                         | 153                                 | 86                                               | 42                                               | 25                                               | 262                                              | 135                                              |                                                  |

## Participacions en la Copa Amèrica
| - 1916 - Finalista - 1917 - Finalista - 1919 - Tercera posició - 1920 - Finalista - 1921 - Campions - 1922 - Quarta posició - 1923 - Finalista - 1924 - Finalista - 1925 - Campions - 1926 - Finalista - 1927 - Campions | - 1929 - Campions - 1935 - Finalista - 1937 - Campions - 1939 - No participà - 1941 - Campions - 1942 - Finalista - 1945 - Campions - 1946 - Campions - 1947 - Campions - 1949 - No participà - 1953 - No participà | - 1955 - Campions - 1956 - Tercera posició - 1957 - Campions - 1959 - Campions - 1959 - Finalista - 1963 - Tercera posició - 1967 - Finalista - 1975 - Primera ronda - 1979 - Primera ronda - 1983 - Primera ronda - 1987 - Quarta posició | - 1989 - Tercera posició - 1991 - Campions - 1993 - Campions - 1995 - Quarts de final - 1997 - Quarts de final - 1999 - Quarts de final - 2001 - No participà - 2004 - Finalista - 2007 - Finalista - 2011 - Quarts de final - 2015 - Finalista | - 2016 - Finalista - 2019 - Tercera posició - 2021 - Campions - 2024 - Campions |

## Participacions en els Jocs Panamericans
- 1951 - Campions
- 1955 - Campions
- 1959 - Campions
- 1963 - Finalista
- 1967 - Primera ronda
- 1971 - Campions
- 1975 - Tercera posició
- 1979 - Tercera posició
- 1983 - Primera ronda
- 1987 - Tercera posició
- 1991 - No participà
- 1995 - Campions
- 1999 - No participà
- 2003 - Campions
- 2011 - Finalista
- 2015 - No participà
- 2019 - Campions

## Palmarès
- Copa del Món de Futbol (3): (1978, 1986, 2022)
- Copa Amèrica de Futbol (16): (1921, 1925, 1927, 1929, 1937, 1941, 1945, 1946, 1947, 1955, 1957, 1959, 1991, 1993, 2021, 2024)
- Copa Confederacions (1): (1992)
- Jocs Olímpics (2): (2004, 2008)
- Jocs Panamericans (7): (1951, 1955, 1959, 1971, 1995, 2003, 2019)
- Copa de Campions Conmebol-UEFA (2): (1993, 2022)

## Entrenadors
- 1924-1925 Ángel Vázquez
- 1927-1928 José Lago Millán
- 1928-1929 Francisco Olazar
- 1929-1930 Olazar-Tramutola
- 1934-1934 Felipe Pascucci
- 1934-1937 Manuel Seoane
- 1937-1939 Ángel Fernández Roca
- 1939-1960 Guillermo Stábile
- 1960-1961 Victorio Spinetto
- 1961-1961 José D'Amico
- 1962-1963 Juan Carlos Lorenzo
- 1963-1963 Jim López
- 1963-1964 Horacio Amable Torres
- 1964-1968 José María Minella
- 1968-1968 Renato Cesarini
- 1968-1969 Humberto Dionisio Maschio
- 1969-1969 Adolfo Pedernera
- 1969-1972 Juan José Pizzuti
- 1972-1974 Enrique Omar Sívori
- 1974-1974 Vladislao Cap
- 1974-1982 César Luis Menotti
- 1982-1990 Carlos Bilardo
- 1990-1994 Alfio Basile
- 1994-1998 Daniel Passarella
- 1998-2004 Marcelo Bielsa
- 2004-2006 José Pekerman
- 2006-2009 Alfio Basile
- 2009-2010 Diego Armando Maradona
- 2010-2011 Sergio Batista
- 2011-2014 Alejandro Sabella
- 2014-2016 Gerardo Martino
- 2016-2017 Edgardo Bauza
- 2017-2018 Jorge Sampaoli
- 2018- Lionel Scaloni

## Jugadors destacats
| - Matías Almeyda (1996-2005) - Antonio Angelillo (també jugà per Itàlia) (1957) - Osvaldo Ardiles (1974-1982) - Roberto Ayala (1995-2007) - Abel Balbo (1988-1998) - Gabriel Batistuta (1991-2003) - Claudio Borghi (1983-1986) - Jorge Burruchaga (1983-1990) - Claudio Caniggia (1988-2002) - Amadeo Carrizo (1946-1958) - José Chamot (1991-2002) - Hernán Crespo (1995-) - Alfredo Di Stéfano (també jugà per Colòmbia i Espanya) (1947) - Ramón Díaz (1979-1982) - Ubaldo Fillol (1972-1985) - Marcelo Gallardo (1995-2002) | - Américo Gallego (1975-1982) - Sergio Goycochea (1989-1995) - Gabriel Heinze (2003-2010) - Mario Kempes (1974-1982) - Claudio López (1995-2004) - Diego Armando Maradona (1977-1994) - Juan Ramón Rocha (1975-1980) - Silvio Marzolini (1961-1970) - José Manuel Moreno (1940-1947) - Lionel Messi (2005-) - Diego Milito (2005-) - Gabriel Milito (2004-) - Luis Monti (també jugà per Itàlia) (1924-1931) - Julio Olarticoechea (1982-1990) - Ariel Ortega (1993-2004) - Daniel Passarella (1974-1986) | - Roberto Perfumo (1960-1974) - Diego Placente (1997-2005) - Antonio Rattín (1959-1966) - Fernando Redondo (1991-1996) - Juan Román Riquelme (1997-2008) - Oscar Ruggeri (1982-1994) - Javier Saviola (2003-) - Roberto Néstor Sensini (1987-2003) - Diego Simeone (1991-2003) - Omar Sivori (també jugà per Itàlia) (1956-1957) - Guillermo Stábile (1924-1934) - Carlos Tévez (2004-) - Jorge Valdano (1980-1990) - Juan Sebastián Verón (1995-) - Ricardo Villa (1974-1982) - Javier Zanetti (1994-) |